# Université de Gorizia
À Gorizia,  dans la région autonome du Frioul-Vénétie Julienne, il n'y a pas d'établissement universitaire autonome, mais il y a deux pôles détachés : ce sont les pôles de l'université de Trieste (faculté d'Architecture et le cours de Relations Internationales et Diplomatie) et de l'université d'Udine (faculté de communication et relations publiques, et le cours de beaux-arts, musique et technique cinématographique).
Le siège du pôle de l'université d'Udine est le Palazzo Alvarez, édifice historique bâti par le marquis du même nom en 1758.
Le siège du pôle de l'université de Trieste est l'ancien séminaire médiéval du diocèse de Gorizia.
Chaque pôle a sa bibliothèque qui permet des prêts internes et inter-bibliothèques. On y trouve des ouvrages divers, des thèses, des périodiques et un grand nombre de textes scientifiques.

## Sites
L'université d'Udine a un site au Centro polifunzionale di Gorizia et l'université de Trieste au Polo universitario di Gorizia.